# Acrocercops leptalea
Acrocercops leptalea är en fjärilsart som först beskrevs av Turner 1900.  Acrocercops leptalea ingår i släktet Acrocercops och familjen styltmalar. Inga underarter finns listade i Catalogue of Life.